# Agnin
Agnin è un comune francese di 1 240 abitanti situato nel dipartimento dell'Isère della regione dell'Alvernia-Rodano-Alpi.

## Storia

### Simboli
Nello stemma comunale sono rappresentati: la locale chiesa di San Martino, uno scudo con l'emblema dell'abbazia di Cluny, le ali in memoria dell'aviatore Louis Plantier (1890–1920), un delfino simbolo del Delfinato, la rosa Mennie creata da Mennie Laroux.

## Società

### Evoluzione demografica
Abitanti censiti